# Distretto di Stryj
Il distretto di Stryj (in ucraino Стрийський район?, Stryjs'kyj rajon) è un distretto nell'oblast' di Leopoli in Ucraina. Il suo centro amministrativo è la città di Stryj. Ha una popolazione di 319 464 abitanti.
Il 18 luglio 2020, come parte della riforma amministrativa dell'Ucraina, il numero di distretti dell'oblast' di Leopoli è stato ridotto a sette e l'area del distretto di Stryj è stata notevolmente ampliata.